# Cicinde Selatan
Cicinde Selatan is een bestuurslaag in het regentschap Karawang van de provincie West-Java, Indonesië. Cicinde Selatan telt 6056 inwoners (volkstelling 2010).